# Séd
Séd je rijeka u zapadnoj Mađarskoj. Teče sjeverno od Blatnog jezera. Protječe kroz grad Vesprim.
Duga je 70 km. Ulijeva se u Litavu (Sárvíz) kod sela Cecea.